# محمد محجوب (إمام)
هو محمد بن قاسم محجوب فقيه إمام وخطيب بتونس. أصله من مساكن وولد وعاش بتونس العاصمة في عام 1827 والده الشيخ قاسم هو الذي تحوّل من مساكن إلى تونس واستقرّ بها. وقد ترجم له الشيخ محمد مخلوف في كتاب شجرة النّور الزكية فقال هو: «أبو عبد الله محمد ابن الشيخ قاسم المحجوب الإمام الألمعي العلامة المحقق اللوذعي الفهامة المتفنن في العلوم الفقيه الحافظ لمسائل المذهب، تقدم للفتيا مع أبيه أيام الباشا علي بن حسين باي ثم رئيس المفتين. أخذ عن والده والشيخ الشحمي والشيخ الغرياني وغيرهم وعنه الشيخ محمد بن سعيد وغيره». وكان محمد بن قاسم المحجوب مستقرا بالعاصمة ليس له علاقة بمساكن إلا علاقة حب مسقط رأس الآباء والأجداد. واشتهر أيضا بابنه محمد الذي برع في الفقه وتصدر للتوثيق وتقدم لخطة الفتوى وحافظ على مكانة عائلته العلمية. واختصر ابن أبي الضياف مكانة ابنه العلمية والاجتماعية بقوله: «وكان وجيها مشاركا ماجدا من بيت علم وشرف كريم النفس عالي الهمة مهيبا. ولم يزل على حاله مقتديا بآله إلى حين انتقاله أواخر ذي القعدة من سنة 1263هـ ثلاث وستين ومائتين وألف (أوائل نوفمبر1847م) تعالى». توفي الشيخ محمد بن قاسم المحجوب سنة 1243هـ/1827م وترك أبناء وأحفاد بلغوا أبلغ درجات المجد العلمي.